# Commensurabilité (mathématiques)
Pour les articles homonymes, voir commensurabilité.
La commensurabilité est un terme mathématique essentiellement employé en histoire des mathématiques.  Utilisé principalement dans la Grèce antique, il correspond au concept actuel de nombre rationnel.
En mathématiques, deux grandeurs de même nature (deux longueurs, deux aires, deux volumes, etc.) non nulles a et b sont commensurables si et seulement s'il existe une unité u de ces grandeurs dont a et b soient multiples, i.e. tels qu'il existe un couple d'entiers (m, n) tels que a = mu et b = nu.
Au sens moderne, si on considère la mesure des deux grandeurs par des nombres réels, les deux phrases « a et b sont commensurables » et « a/b est un nombre rationnel » sont équivalentes.
Dans le cas contraire, les deux grandeurs sont incommensurables. Ainsi, la diagonale et le côté d'un carré sont incommensurables,  car le rapport de leur longueur est √2, qui est un nombre irrationnel.